# Uri Zohar
Pour les articles homonymes, voir Zohar.
Uri Zohar, né le 4 novembre 1935 à Tel-Aviv (Palestine mandataire) et mort le 2 juin 2022, est un acteur, un réalisateur et un rabbin israélien.

## Biographie
Après son service militaire, Uri Zohar travaille comme humoriste puis acteur dans des cabarets et théâtres. Il fait son entrée dans le cinéma en jouant dans les grandes épopées patriotiques qui jalonnent le paysage cinématographique israélien des années 1950.
Uri Zohar est un réalisateur phare du mouvement de la nouvelle sensibilité. Il réalise onze longs métrages entre 1964 et 1977 avant de devenir rabbin haredi,.
Son premier long métrage, Un trou dans la Lune (he), parodie le cinéma sioniste. D'une grande radicalité formelle, il est la pierre d'angle d'un nouveau mouvement cinématographique. Le film va se dissocier du cinéma officiel des années 1940 et 1950. Reflet des problèmes sociaux et politiques de la société israélienne contemporaine, son esthétique et sa démarche se rapprochent de la Nouvelle vague française.
Zohar a commencé le processus de repentance à la suite d'une rencontre avec le rabbin Its'hak Shlomo Zilberman (lors d'un joyeux événement à Jérusalem d'Aryeh Its'hak qui s'était repenti plusieurs années plus tôt). Le rabbin Zilberman lui a dit qu'il pouvait lui prouver que la Torah était vraie : « J'ai rencontré un homme sérieux et sage, qui m'a dit qu'il pouvait me prouver qu'il y a un Créateur pour le monde qui a donné la Torah au Mont Sinaï ». 
Le processus de changement que Zohar a traversé se faisait sentir dans ses émissions sur l'émission de radio Night Birds sur les ondes de Tsahal, où il avait des conversations avec des auditeurs sur des questions religieuses : « Joignez-vous à la photo, et j'ai vu que c'était vrai. J'ai dit : Je n'ai pas le choix ».
Une rétrospective lui est consacrée à la Cinémathèque française en 2012.
Il est mort le 2 juin 2022 et enterré au Mont des Répits à Jérusalem.

## Réalisateur

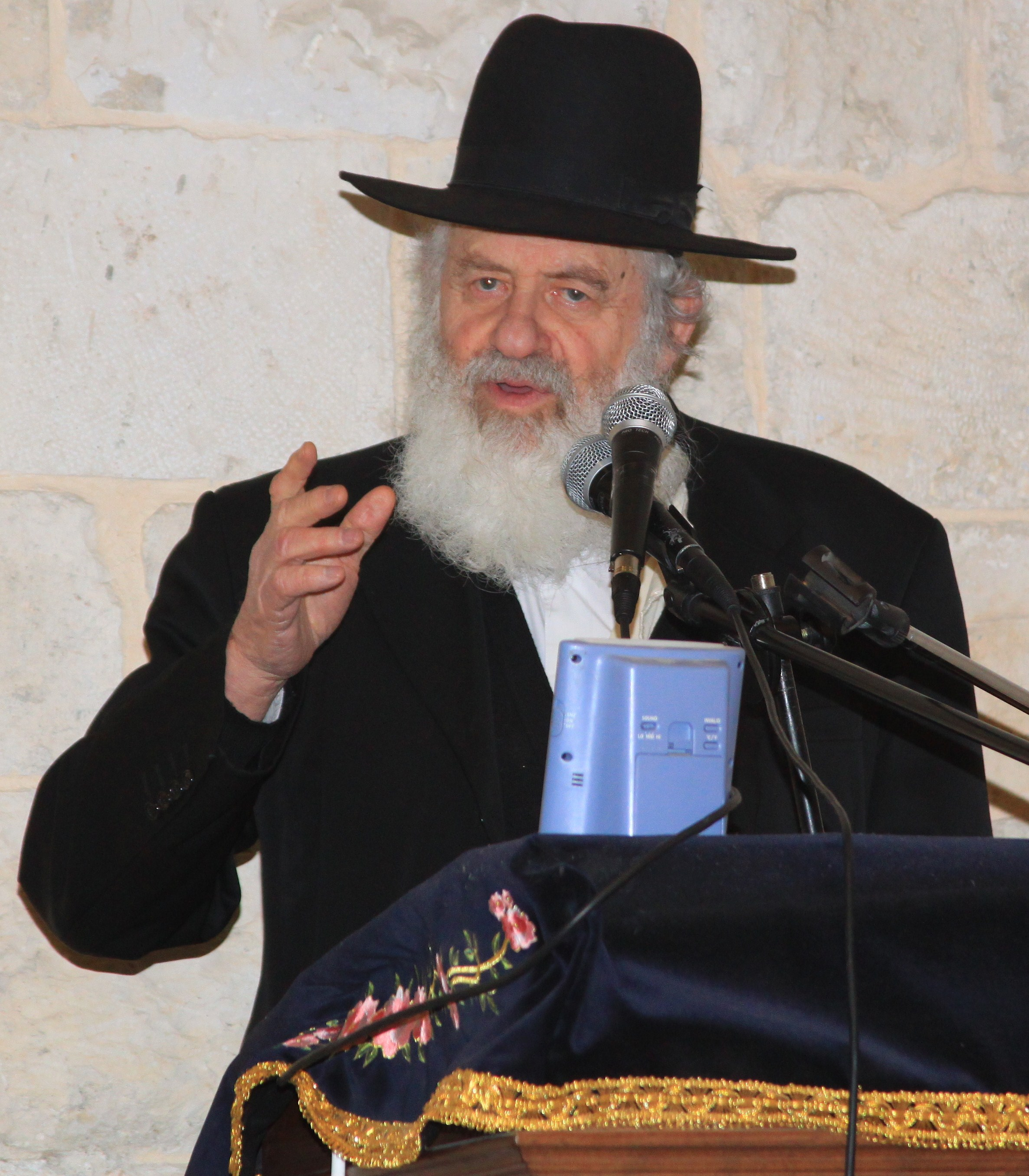
Uri Zohar en 2014.

- 1962 : Pile ou Face (he) (עץ או פלסטיין, Etz O Palestina)
- 1964 : Un trou dans la Lune (he) (חור בלבנה, Hor B'Levana)
- 1966 : Moishe Ventalator (he) (מוישה ונטילטור)
- 1967 : Trois Jours et un enfant (שלושה ימים וילד, Shlosha Yamim Veyeled)
- 1968 : Notre quartier (he) (השכונה שלנו, Ha-Shehuna Shelanu)
- 1968 : Chaque bâtard est un roi (כל ממזר מלך, Kol Mamzer Melech)
- 1970 : Hitromamut (he) (התרוממות)
- 1971 : Si les copains savaient ça (he) ou Le Coq (התרנגול, Ha-Tarnegol)
- 1971 : Bloomfield (בלומפילד), co-réalisé avec Richard Harris
- 1972 : Les Voyeurs (מציצים, Metzitzim)
- 1974 : Les Yeux plus gros que le ventre (he) (עיניים גדולות, Einayim G'dolot)
- 1977 : Sauvez le maître-nageur (he) (הצילו את המציל, Hatzilu Et HaMatzil)

### Acteur
- 1960 : Sables brûlants (de) (Brennender Sand) de Raphael Nussbaum